# Erwin Koeman
Erwin Koeman (Zaandam, 20 de setembro de 1961) é ex-futebolista, treinador, e que atuava como meia. É o irmão mais velho de Ronald Koeman.

## Carreira
Pela Seleção Neerlandesa disputou 34 partidas, marcando 3 gols, incluindo 1 na Eurocopa 1988 e 1 na Copa do Mundo de 1990, os torneios em que foi convocado por ela.

## Treinador
Foi escolhido como novo técnico da Hungria em abril de 2008, após três anos como treinador do Feyenoord, na qual dirigiu até 2010, em maio de 2011, foi anunciado como novo comandante do Utrecht (terminou em outubro).

## Títulos
Mechelen
- Campeonato Belga: 1988–89
- Copa da Bélgica: 1987
- Taça dos Clubes Vencedores de Taças: 1987–88
- Supercopa da UEFA: 1988

PSV Eindhoven
- Eredivisie: 1990–91, 1991–92
- Supercopa dos Países Baixos: 1992

Países Baixos
- Eurocopa: 1988